# CTAG1B
CTAG1B (англ. Cancer/testis antigen 1A) – білок, який кодується однойменним геном, розташованим у людей на X-хромосомі. Довжина поліпептидного ланцюга білка становить 180 амінокислот, а молекулярна маса — 17 992.
| 10         |  | 20         |  | 30         |  | 40         |  | 50         |
| ---------- |  | ---------- |  | ---------- |  | ---------- |  | ---------- |
| MQAEGRGTGG |  | STGDADGPGG |  | PGIPDGPGGN |  | AGGPGEAGAT |  | GGRGPRGAGA |
| ARASGPGGGA |  | PRGPHGGAAS |  | GLNGCCRCGA |  | RGPESRLLEF |  | YLAMPFATPM |
| EAELARRSLA |  | QDAPPLPVPG |  | VLLKEFTVSG |  | NILTIRLTAA |  | DHRQLQLSIS |
| SCLQQLSLLM |  | WITQCFLPVF |  | LAQPPSGQRR |  |            |  |            |

A: Аланін

C: Цистеїн

D: Аспарагінова кислота

E: Глутамінова кислота

F: Фенілаланін

G: Гліцин

H: Гістидин

I: Ізолейцин

K: Лізин

L: Лейцин

M: Метіонін

N: Аспарагін

P: Пролін

Q: Глутамін

R: Аргінін

S: Серин

T: Треонін

V: Валін

W: Триптофан

Задіяний у такому біологічному процесі, як альтернативний сплайсинг. 
Локалізований у цитоплазмі.